# Alloway (Escòcia)

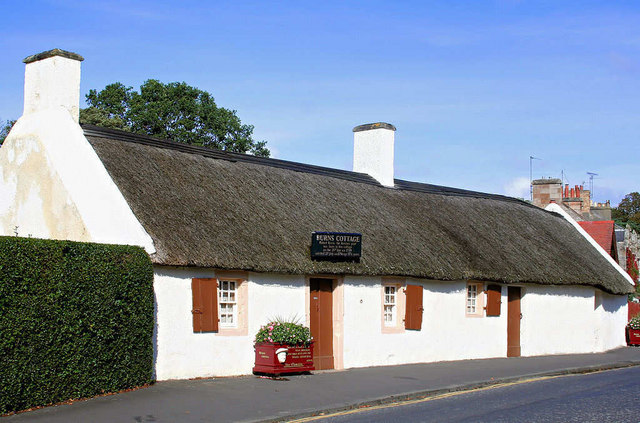
Burns Cottage, Alloway

Alloway (en gaèlic escocès Allmhaigh, (pronunciat: aɫ̪avaj) és un antiga població d'Escòcia a la circumscripció de South Ayrshire, que actualment és una àrea suburbana d'Ayr. És ben coneguda per ser el lloc de naixement del poeta Robert Burns i el lloc on ell mateix situa el seu poema titulat Tam o' Shanter.
L'antic poble i la zona del voltant es va incorporar al Royal Burgh of Ayr el 1935. Alloway té una escola de primària, biblioteca, oficina de correus, supermercat, església, farmàcia i botiga de records.
El lloc de naixement de Robert Burns, conegut com a "Burns Cottage", es troba a Alloway, actualment al costat d'un museu que conté els manuscrits originals d'aquest poeta. Hi ha un memorial, fet al segle xix per l'arquitecte Thomas Hamilton, dedicat a aquest poeta, es troba al peu del poble junt l'església actual.
Es troba a Alloway el Cambusdoon New Ground i ha tingut nombrosos jugadors internacionals de Cricket. També és la seu de l'Ayr Cricket Club, fundat el 1859 i l'Ayr Hockey Club.